# درخت‌ران گلوسفید
درخت‌ران گلوسفید (نام علمی: Pygarrhichas albogularis)، گونه‌ای از پرندگان خانواده مرغان تنورساز (Furnariidae) است. این تنها گونه از سردهٔ Pygarrhichas است. درخت‌ران گلوسفید حدود ۱۵ سانتیمتر (۵٫۹ اینچ) طول، با دم سفت و گرد. روتنه قهوه‌ای تیره است که در بخش پایینی پشت و دم قرمز می‌شود و با گلو و سینه سفید روشن تضاد شدید دارد. بقیه زیرتنه با رنگ سفید خالدار درشت است. نوک بلند است، کمی به سمت بالا خمیده‌است. ظاهر کلی تداعی‌کننده یک کمرکُلی (Sitta spp.) است، اگرچه آنها مستقیماً به هم مرتبط نیستند. مانند Sittidae, Furnariidae به‌طور خستگی‌ناپذیر تنه‌ها و شاخه‌های درختان قدیمی را برای یافتن بندپایان کوچکی که غذای آن را تشکیل می‌دهند، جست‌وجو می‌کند، تنه‌ها را مارپیچی می‌پیماید، یا گاهی سرشان را پایین می‌برند. درخت‌ران گلوسفید از بی‌مهرگان کوچک موجود در پوست درختان بهره‌گیری می‌کند و در حفره درختان لانه می‌کند. در خارج از فصل تولیدمثل، ممکن است با گونه‌های دیگر پرندگان گله‌های غذایابی چندگونه‌ای را تشکیل دهد.

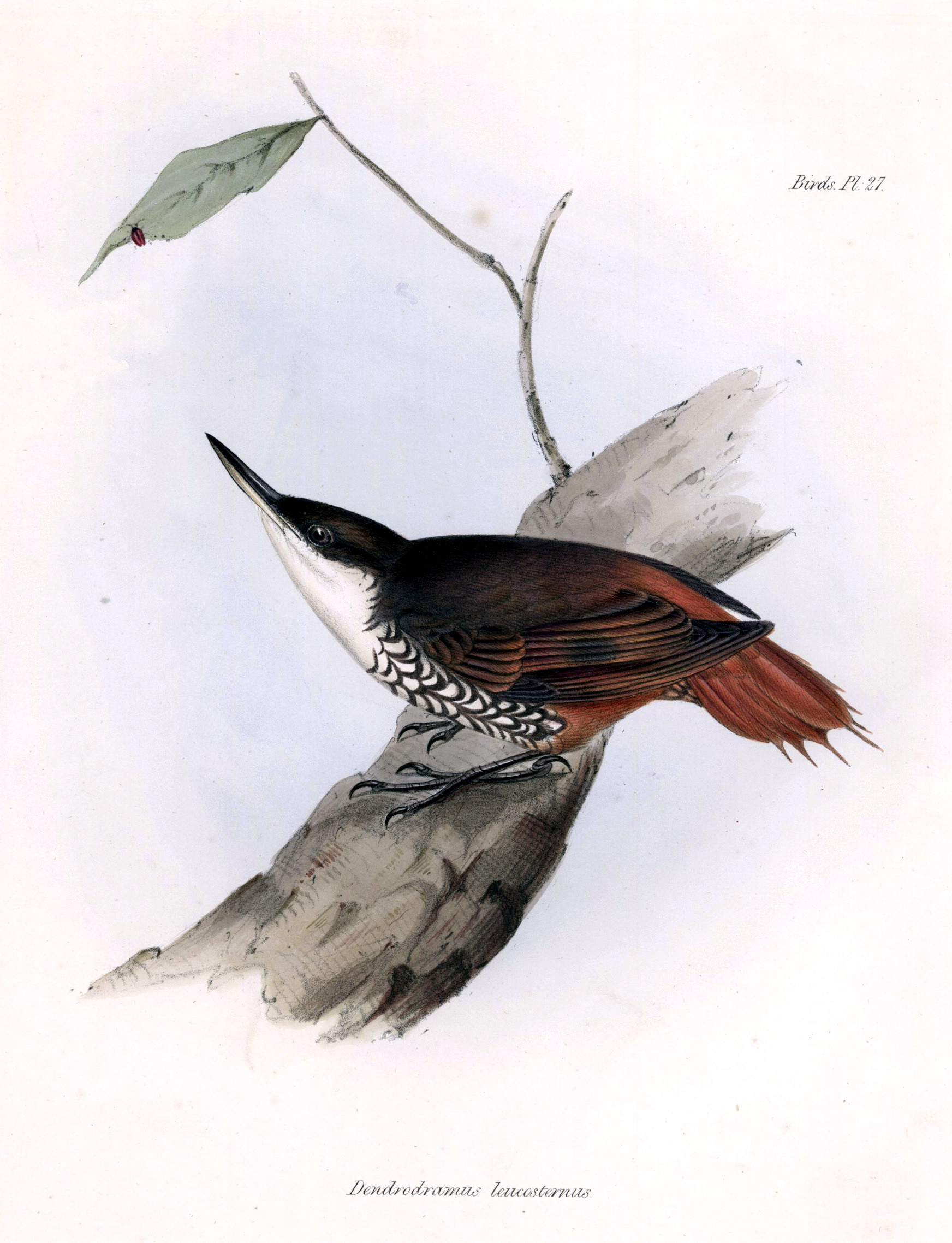
نگاره جان گولد، که این گونه را با نام Dendrodramus leucosternus در سال ۱۸۳۹ توصیف می‌کند.